# 1370 Avenue of the Americas
1370 Avenue of the Americas, går även under namnen 1370 6th Avenue och Capitol Industries Building, är en skyskrapa som ligger utmed gatan Avenue of the Americas/Sixth Avenue på Manhattan i New York, New York i USA.
Byggnaden uppfördes 1971 som en fastighet för kontorsverksamhet. Den har 50 våningar.